# Bad Dürrenberg
Bad Dürrenberg est une ville de Saxe-Anhalt en Allemagne.

## Lieux et monuments
- Sépulture de Bad Dürrenberg, datée du Mésolithique.

## Personnalités
- Carl Bischof (1812-1884), chimiste, physicien et géologue, y est né.
- Andreas Ihle (1979-), kayakiste né à Bad Dürrenberg.

## Jumelages
La ville de Bad Dürrenberg est jumelée avec :
- Melle (Allemagne)
- Ciechocinek (Pologne)
- Encs (Hongrie)
- Caudebec-lès-Elbeuf (France)